# Reinhold Scharnke
Reinhold Scharnke (* 26. Mai 1899 in Berlin; † 6. März 1983 in Kuppenheim bei Rastatt) war ein deutscher Journalist, Musikschriftsteller, Musikkritiker, Komponist und Musikpädagoge.

## Leben und Werk
Reinhold Scharnke studierte Musikwissenschaft und Germanistik an der Hochschule und Universität in Berlin. Er erwarb das Musiklehrerdiplom. Er widmete sich insbesondere musikliterarischer und journalistischer Arbeit.
Reinhold Scharnke wirkte von 1924 bis 1926 als Chefredakteur der Zeitschrift Das Orchester und von 1927 bis 1933 der Funkwoche. Ab 1926 war er Herausgeber des Deutschen Musikerblattes. 
Im April 1933 trat Scharnke der NSDAP bei (Mitgliedsnummer 3.054.512). Zeitweilig fungierte er als Presse- und Propagandawart der Nationalsozialistische Betriebszellenorganisation. Wegen „staatsfeindlicher Âußerungen“ wurde er 1935 zu einer viermonatigen Haftstrafe verurteilt.
Von 1942 bis 1944 wirkte Scharnke als Musikintendant in Berlin. 1955 ging er als Redakteur für die Zeitschrift Casa y Jardim nach São Paulo. Von 1958 bis 1964 wirkte er als Direktor und Professor einer Musikschule in Las Palmas. Seit 1965 wirkte er als Dozent an der Volkshochschule in Rasstatt.
Reinhold Scharnke schrieb neben einigen Liedern und Textlibretti Die Entwicklung der Sprechmaschine (Magdeburg 1923), Johann Sebastian Bachs Matthäuspassion (Berlin 1943), Offenbach in Amerika (Hesses kleine Bücherei II, Berlin 1957). Letzteres Werk stellt eine bearbeitete Übersetzung von Jacques Offenbachs Orpheus in America (Bloomington, Indiana 1957) dar. Er veröffentlichte eine deutsche Übersetzung von Herbert Weinstock Tschaikowsky (München 1948).
Reinhold Scharnke komponierte ein Kanarische Suite für Klavier.